# 青山美智子
青山 美智子（あおやま みちこ、1970年6月9日 - ）は、日本の著作家。愛知県出身。愛知県立瀬戸西高等学校、中京大学社会学部社会学科卒業。

## 人物・来歴
- 幼少期は千葉県内の数ヶ所で暮らし、中学1年生の3学期に愛知県瀬戸市へ引っ越し同県内で大学卒業まで過ごす[5]（そのため、母の実家がある埼玉県生まれだが「愛知県出身」としている[1]）。大学卒業後、ワーキング・ホリデーでオーストラリアへ行き1年間過ごす。その後、ビジネスビザを取得しシドニーの日系新聞社で記者として2年勤務。25歳の4月に帰国して上京[4]。雑誌編集者を経て執筆活動に入る。現在、神奈川県横浜市在住。夫・息子と3人暮らし。
- 2003年、「ママにハンド・クラップ!」で第28回パレットノベル大賞（小学館）佳作[6]。2007年に第1回ショートストーリーなごやで佳作入選した「街灯りの向こうに」は、奥田瑛二、中村優子主演で映像化、2009年ショートショートフィルムフェスティバルで上映された[7]。同作品は、2014年にNHK福井局主催の朗読イベント「東海・北陸文学紀行」でNHK名古屋放送局キャスター石垣真帆が朗読している[8]。2015年より学校や医療施設でアートセラピー講師の活動も行う[9]。
- 2017年8月、単行本『木曜日にはココアを』（宝島社）で小説家デビュー[10]。同作品は、2017年12月に第1回未来屋小説大賞入賞[11]。収録作の第2章「きまじめな卵焼き」が2018年開成中学校入試で国語の長文問題として出題され、その後、入試問題、教材などで著作が多く起用されている[12]。
- 小説家を目指したきっかけは、中学生のときに氷室冴子の『シンデレラ迷宮』を読んでから[1][13]。化石や地層など考古学が好き[14][15]。飲茶が大好物で、お茶を飲み終えたポットにお湯を足してもらうのが幸せ[16]。
- 声優の大原さやかが自身の朗読ラジオ「月の音色」で「木曜日にはココアを」を複数回にわたり朗読作品として取り上げている[17]。2020年3月1日、MBS（毎日放送）アナウンサーによる「コトノハものがたりの世界2020」でも、同作が朗読劇の演目として選ばれた[18]。
- 『お探し物は図書室まで』（ポプラ社）が2021年本屋大賞にノミネート。2位を獲得した[19]。
- 2021年9月21日～23日、『木曜日にはココアを』が演劇制作プリエール主催の朗読劇に起用。花組芝居の加納幸和演出・風間杜夫、熊谷真実の出演で上演された[20]。
- 『赤と青とエスキース』（PHP研究所）が2022年本屋大賞にノミネート。史上初の連続2位を獲得した[21]。
- 『月の立つ林で』（ポプラ社）が2023年本屋大賞にノミネート。3年連続のノミネートとなり、5位を獲得[22]。
- 『お探し物は図書室まで』（ポプラ社）が米「TIME」誌で「2023年の必読書100冊」に唯一の日本人作家として選出された[23]。
- 『リカバリー・カバヒコ』（光文社）で2024年本屋大賞にノミネート[24]。4年連続のノミネートとなり、7位を獲得。
- 『人魚が逃げた』（PHP研究所）で2025年本屋大賞にノミネート[25]。2021年より5年連続のノミネートとなり、5位を獲得。
- 乃木坂46の筒井あやめが個人ブログで「青山美智子さんのファン」と公言しており、雑誌対談で「青山さんの本は全部読んだ」と話す[26]。
- 著書の海外翻訳本が30ヵ国以上を超える。パリのグラン・パレで開催されたFestival du Livre de Paris 2025（4月11日～13日）に日本人作家として招待され、サイン会やトークイベントを行った[27]。

## 受賞歴
- 2003年 第28回パレットノベル大賞佳作（「ママにハンド・クラップ!」）
- 2007年 第1回ショートストーリーなごや佳作（「街灯りの向こうに」）
- 2020年 第1回宮崎本大賞（『木曜日にはココアを』）[28]
- 2020年 第15回うさぎや大賞3位（『木曜日にはココアを』）[29]
- 2021年 第18回本屋大賞2位（『お探し物は図書室まで』）[19]
- 2021年 第13回天竜文学賞（『猫のお告げは樹の下で』）[30]
- 2021年 第1回けんご大賞（『月曜日の抹茶カフェ』）[31]
- 2022年 第19回本屋大賞2位（『赤と青とエスキース』）[21]
- 2022年 第9回みそ屋大賞（『赤と青とエスキース』）[32]
- 2022年 第1回でら文芸1位（『木曜日にはココアを』）[33]
- 2023年 第20回本屋大賞5位（『月の立つ林で』）[22]
- 2023年 読書メーター OF THE YEAR 2023-2024 2位（『月の立つ林で』）[34]
- 2023年 第7回未来屋小説大賞2位（『リカバリー・カバヒコ』）[35]
- 2023年 第21回本屋大賞7位（『リカバリー・カバヒコ』）[23]
- 2024年 第22回本屋大賞5位（『人魚が逃げた』）[25]
- 楽天Kobo電子書籍Award 2025 小説（国内編）部門 入賞（『人魚が逃げた』）[36]

## 作品リスト

### 著書
小説
- 『木曜日にはココアを』宝島社、2017年
- 『猫のお告げは樹の下で』宝島社、2018年
- 『鎌倉うずまき案内所』宝島社、2019年
- 『ただいま神様当番』宝島社、2020年
- 『お探し物は図書室まで』ポプラ社、2020年
- 『月曜日の抹茶カフェ』宝島社、2021年
- 『赤と青とエスキース』PHP研究所、2021年
- 『いつもの木曜日』宝島社、2022年
- 『月の立つ林で』ポプラ社、2022年
- 『リカバリー・カバヒコ』光文社、2023年
- 『人魚が逃げた』PHP研究所、2024年

共著
- 『マイ・プレゼント』U-kuとの共著PHP研究所、2022年
- 『ユア・プレゼント』U-kuとの共著PHP研究所、2022年
- 『遊園地ぐるぐるめ』田中達也との共著ポプラ社、2025年

ドラマノベライズ
- 『私が恋愛できない理由』（小倉咲名義）扶桑社、2011年
- 『ビューティフルレイン』扶桑社、2012年
- 『マザーズ』主婦と生活社、2016年
- 『カインとアベル』扶桑社、2016年
- 『あなたのことはそれほど』祥伝社、2017年

### アンソロジー収録
- 「アンコール」 - 『3分で読める! コーヒーブレイクに読む喫茶店の物語』宝島社、2020年
- 「君の夢に出られなくても」 - 『3分で読める! 眠れない夜に読む心ほぐれる物語』宝島社、2021年
- 「贅沢な貧乏旅行」 - 『思い出ごはん』PHP研究所、2023年
- 「きのこルクテル」 - 『ほろよい読書 おかわり』双葉社、2023年
- 「サロンエプロン」 - 『泣きたい夜のご褒美』ポプラ社、2025年
- 「授かり物」 - 『もの語る一手』講談社、2025年

### 解説
- 『冴子の東京物語』氷室冴子著　中央公論社、2022年
- 『霧』桜木紫乃著　講談社、2024年
- 『銀の海 金の大地』氷室冴子著　集英社、2025年

### 雑誌掲載作品
小説
- 「リカバリー・カバヒコ」 - 『小説宝石』2022年1・2月合併号、4月号、7月号、11月号（光文社）
- 「片っぽ」 - 『an・an』2022年3月9日号（マガジンハウス）
- 「きのこルクテル」 - 『小説推理』2022年9月号（双葉社）
- 「ギフト」 - 『スピン』第1号（文藝2022年秋季号増刊、河出書房新社）
- 「チョコレート・ピース」 - 『an・an』2023年11月29日号 - 2024年11月6日号（マガジンハウス）
- 「授かり物」 - 『小説現代』2024年11月号（講談社）
- 「ストールは赤」 - 『小説トリッパー』2025年夏季号（朝日新聞出版）

エッセイ
- 「〆切めし」其の二十 - 『小説現代』2021年12月号（講談社）
- 「秘密のマイルール『風呂の椅子事情』」 - 『小説すばる』2022年1月号（集英社）
- 「迷宮の出口で」 - 『スピン』第4号（文藝2023年夏季号増刊、河出書房新社）
- 「スポットライトをあなたに」 - 『小説すばる』2024年12月号 - 月刊連載中（集英社）

### WEB掲載作品
小説
- 「遊園地ぐるぐるめ」（田中達也とのコラボ企画） - 『web asta』2022年1月配信（ポプラ社）より連載中

エッセイ
- 「私の好きなヒロインの親友ベスト３」 - 『web Jnovel』2019年10月15日配信（実業之日本社）掲載

### 翻訳版
- 『鎌倉うずまき案内所』（朝鮮語版）직선과곡선 2020年
- 『猫のお告げは樹の下で』（朝鮮語版）네오픽션  2020年
- 『木曜日にはココアを』（タイ語版）2021年
- 『お探し物は図書室まで』（朝鮮語版）달로와  2021年
- 『木曜日にはココアを』（中国語版）博集天卷（出品）湖南文艺出版社（出版）2022年
- 『木曜日にはココアを』（朝鮮語版）문예춘추사  2022年
- 『鎌倉うずまき案内所』（中国語版）湖南文艺出版社 2022年
- 『木曜日にはココアを』（台湾語版）春天出版　2022年
- 『猫のお告げは樹の下で』（台湾語版）春天出版　2022年
- 『月曜日の抹茶カフェ』（タイ語版）2022年
- 『お探し物は図書室まで』（イタリア語版）2022年
- 『お探し物は図書室まで』（フランス語版）2022年
- 『お探し物は図書室まで』（ポルトガル語版）2022年
- 『木曜日にはココアを』（ベトナム語版）2022年
- 『ただいま神様当番』（ベトナム語版）2022年
- 『月曜日の抹茶カフェ』（台湾語版）皇冠出版社　2022年
- 『お探し物は図書室まで』（シンガポール版）2023年
- 『お探し物は図書室まで』（英語版）2023年
- 『赤と青とエスキース』（韓国語版）2023年
- 『月の立つ林で』（台湾版）2025年
- 『リカバリー・カバヒコ』（フランス語版）2025年

### 舞台
- 『木曜日にはココアを』（「木曜日にはココアを」「恋文」）MBS「コトノハものがたりの世界2020」（2020年3月1日）
- 『木曜日にはココアを』演劇制作プリエール主催朗読劇（2021年９月21日～23日）
- 『早朝マーブル・カフェ～マスターのひとりごと～』「月の音色200回記念・星月夜の感謝祭」小野大輔による朗読（2022年2月13日）
- 『月曜日の抹茶カフェ』（「月曜日の抹茶カフェ」「吉日」）MBS「コトノハものがたりの世界2022」（2022年3月6日）
- 『いつもの木曜日』Candy Boyポップアップカフェ　青山美智子×Candy Boyトークイベント　奥谷知弘、安孫子宏輔、前田大翔による朗読（2022年８月27日）
- 『木曜日にはココアを』舞台制作チームOwariNoHajimariによる公演（2025年1月18日～26日）
- 『月曜日の抹茶カフェ』（「夏越の祓」）MBS「コトノハものがたりの世界2025」（2025年3月2日）
- 『お探し物は図書室まで』朗読劇SETO Reading vol.1　声優の石見舞菜香、岡本信彦、土屋李央、長谷川育美による朗読劇（2025年３月15日）

### ラジオドラマ
- 『お探し物は図書室まで』（全５回）NHKラジオ第一放送　「新日曜名作座」（2020年2月27日 - 3月27日）出演：西田敏行、竹下景子[37]
- 『月の立つ林で』（全10回）NHK-FM放送 「青春アドベンチャー」（2024年7月22日 - 8月2日）[38]

### CD
- 『木曜日にはココアを』大原さやか「月の音色」朗読CD
- 『Sounds of Love』小野大輔　楽曲CD　朗読ショートストーリー５編を書下ろし提供